# Золотой Рог (метромост)

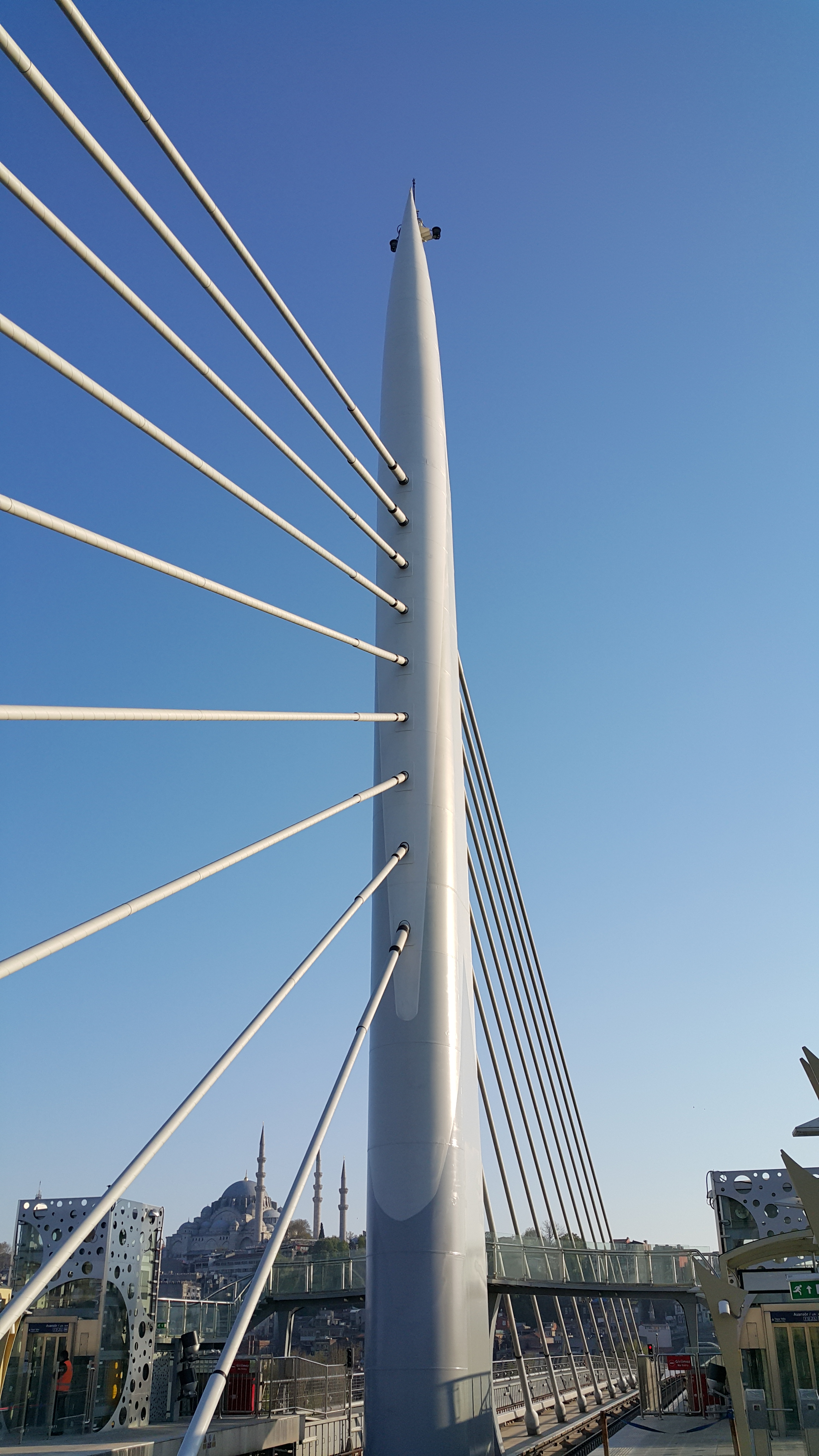
Южная башня моста и Мечеть Сулеймание на заднем плане

Мост Золотой Рог (тур. Haliç Metro Köprüsü) — вантовый мост в Стамбуле, Турция, по которому проходит линия М2 Стамбульского метрополитена, пересекая залив Золотой Рог. Мост связывает между собой районы Бейоглу и Фатих европейской части города. Мост располагается между Галатским мостом и мостом Ататюрка, примерно на 200 метров восточнее последнего. Мост стал четвертым сооружением, пересекающим бухту Золотой Рог и начал полноценно работать 15 февраля 2014 года. Мост позволил напрямую соединить станцию метро «Хаджиосман» района Сарыер с транспортным хабом Йеникапы в районе Фатих, открыв станции «Золотой рог» и «Везнеджилер».

## Проект

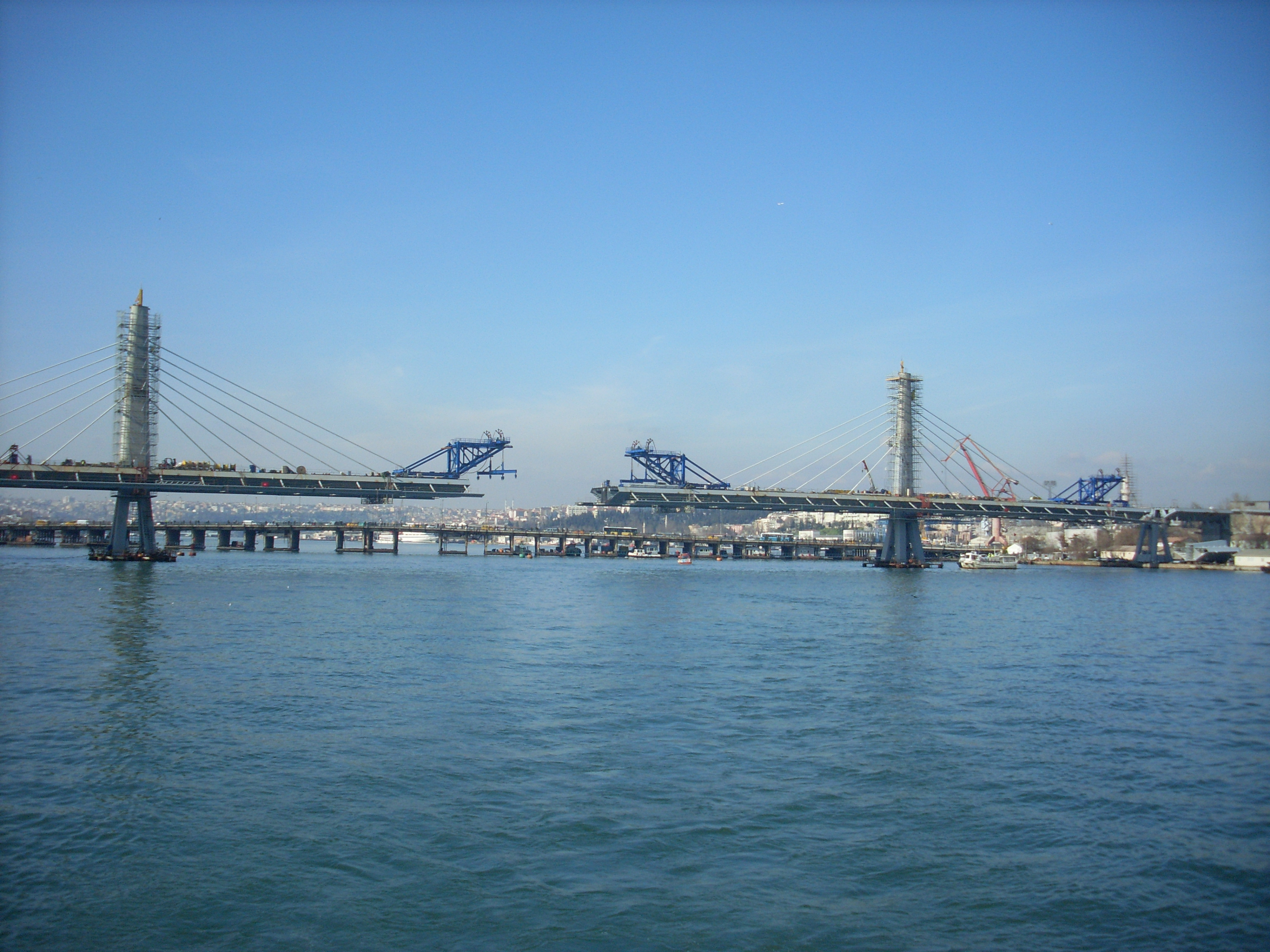
Метромост на стадии строительства в феврале 2013 года, мост Ататюрка на заднем плане

Проекты строительства такого моста появились ещё в 1952 году. После одобрения планов строительства линий метро было решено построить мост, пересекающий бухту Золотой Рог около мечети Сулеймание. Мост при этом должен был сразу переходить в метротоннели с одной и другой стороны. В 2005 году был предложен 21 проект моста, но ни один из них не гармонизировал с общим видом города и бухты и не был одобрен. Удачный дизайн позже презентовал турецкий архитектор Хакан Киран, однако и он с самого начала немало обсуждался и был объектом дискуссий. В ноябре 2009 года высота моста была сокращена с 82 до 65 метров, поскольку стартовая высота грозила Стамбулу исключением из числа памятников ЮНЕСКО. Высота подвесных опор также сократилась с 63 до 55 метров в июле 2011 года, а позже до 47 метров. Окончательно утверждённый дизайн с параметрами моста был принят в 2012 году.
Концепция моста была разработана французским архитектором Мишелем Вирлаже, который уже проектировал мост Султана Селима (третий мост через Босфор), сегодня он на стадии строительства. Турецкий архитектор Хакан Киран отвечал за архитектурный дизайн и за само строительство. Компания Wiecon Consulting Engineers & Architects проводила инженерные работы. Основными застройщиками выступили итальянская строительная фирма Astaldi SpA и турецкая Gülermak Ağır Sanayi İnşaat ve Taahhüt A.Ş. Началось строительство 2 января 2009 года, закончить его планировали приблизительно за 600 дней. Далее срок строительства был увеличен, работа моста в тестовом режиме началась в феврале 2013 года, а 15 февраля 2014 года мост был запущен в эксплуатацию. Расходы бюджета на строительство составили €146,7 млн.

## Архитектура

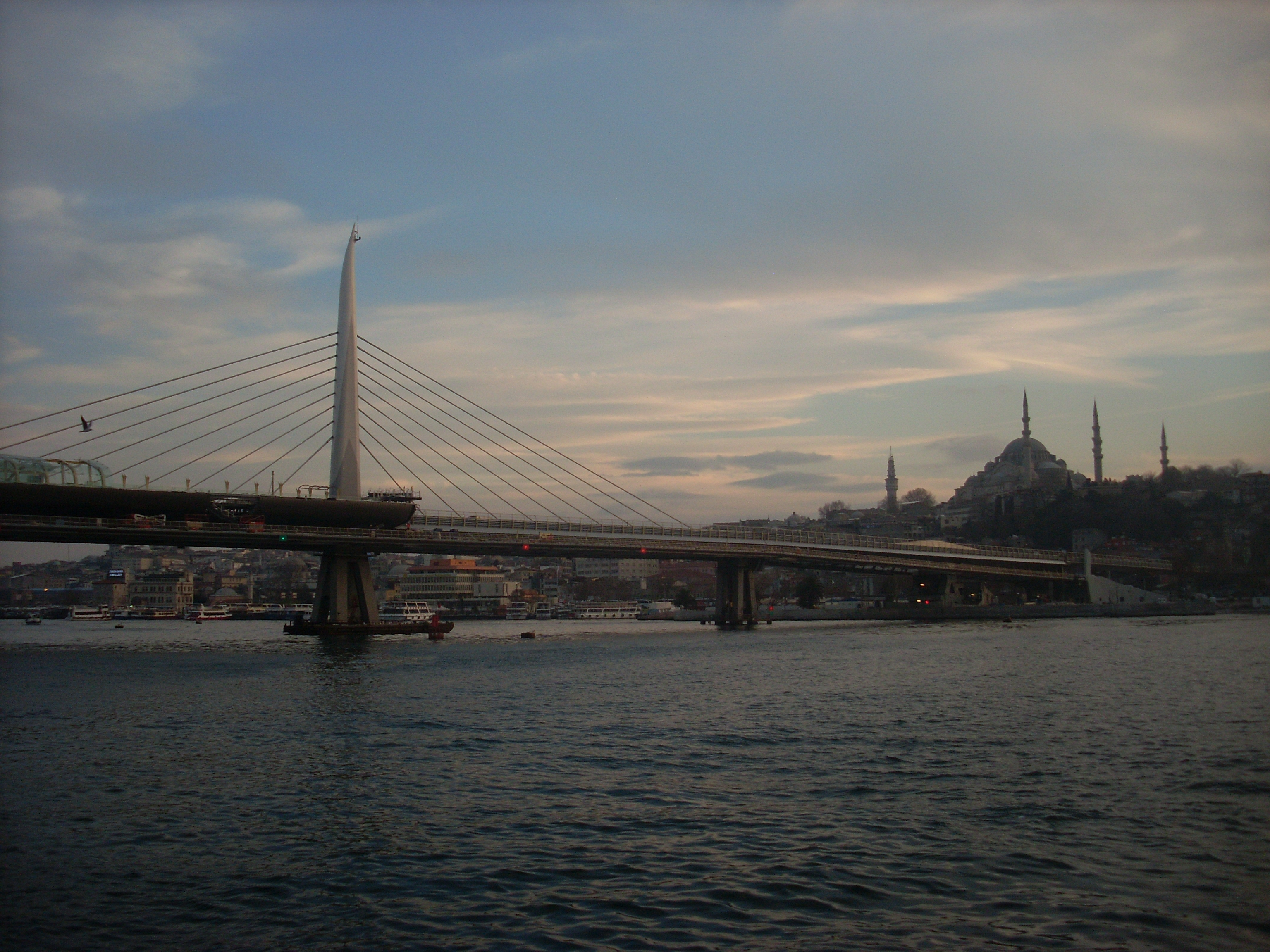
Мост соединяет районы Бейоглу и Фатих, а также северный и южный берега бухты Золотой Рог. Мечеть Сулеймание и Башню Беязит можно увидеть на заднем плане

Общая длина моста составляет 936 метров между остановками Azapkapı (Бейоглу) и Unkapanı (Фатих), отрезок над водой составляет 460 метров. Длиннейший пролёт между опорами составляет 180 метров. По каждую сторону моста он оформлен девятью канатами и двумя башнями
На ширине моста в 12,6 метров помещается двое железнодорожных путей в разные стороны, а также боковые пешеходные проходы.
На стороне Unkapanı на участке в 120 метров мост разводится, дабы большие суда могли также заходить в залив Золотой Рог. Изначально планировалось, что мост будет открываться ночью с 1:00 до 5:00 летом и два раза зимой. Однако четкие планы пока неизвестны.
Длина платформы станции метро составляет 180 метров и может вмещать восьмивагонный поезд, пути размещаются в центре моста. Строительство станции по окончательному проекту увеличило длину моста на 180 метров. Станция по проекту выкрашена в коричневый цвет По планам станция и мост будут в перспективе пропускать через себя до одного миллиона пассажиров в день, за счёт связи Султанахмета, Гранд-Базара и ряда достопримечательностей с площадью Таксим напрямую.

## Происшествия

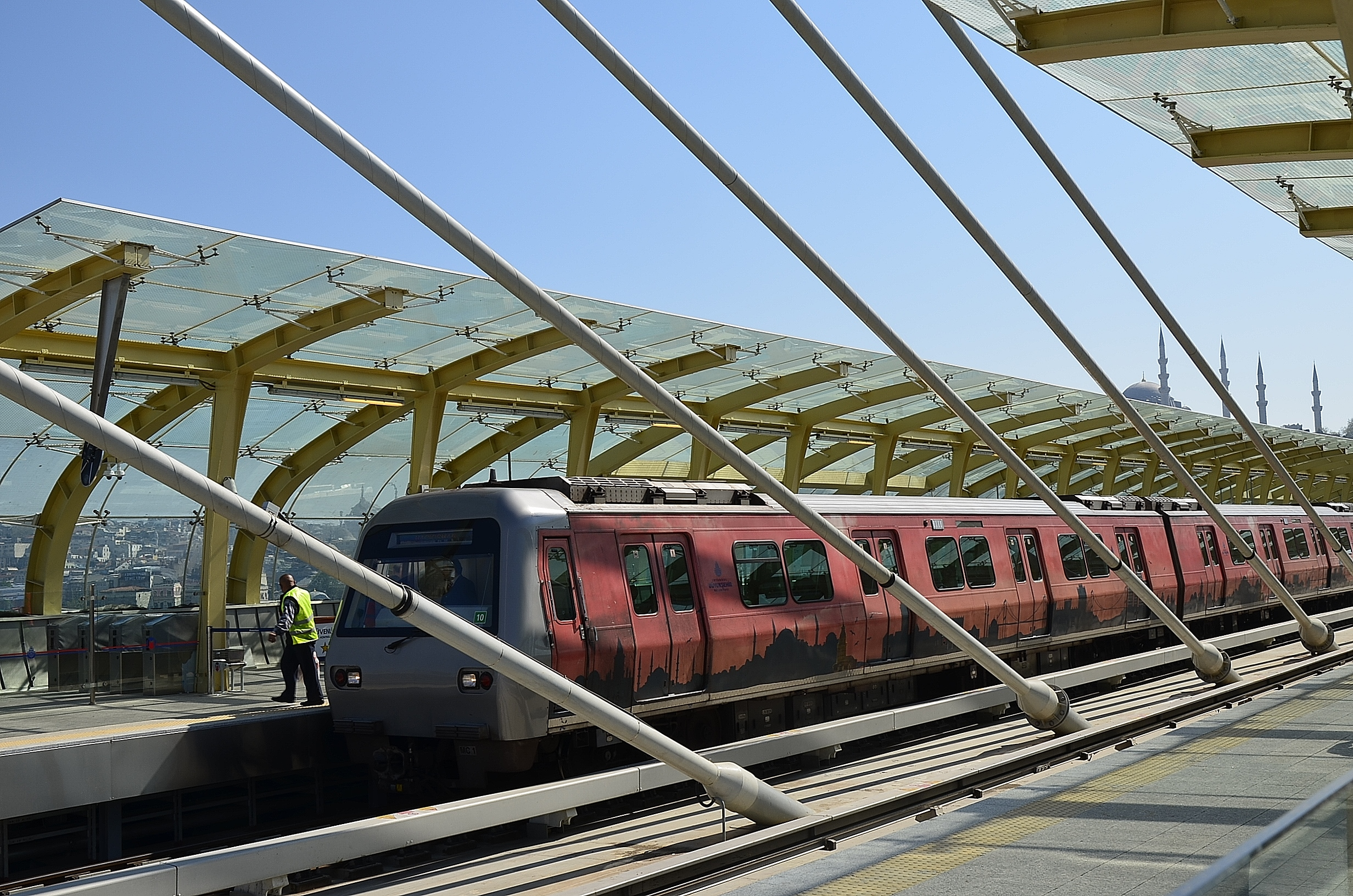
Станция метро линии M2 внутри моста

В рамках строительства общественные организации и граждане выступали против текущего дизайна моста, а также против изменения планов строительства, которые произошли уже на протяжении строительства. Высказывались мнения, что строительство моста в его нынешнем виде наносит ущерб историческому виду Стамбула.